# فيرجينيا غاي
فيرجينيا غاي (بالإنجليزية: Virginia Gay)‏ هي ممثلة أسترالية، ولدت في 16 سبتمبر 1981 في سيدني في أستراليا.

## وصلات خارجية
- فيرجينيا غاي على موقع IMDb (الإنجليزية)
- فيرجينيا غاي على موقع قاعدة بيانات الفيلم (الإنجليزية)